# Ludwig Thoma

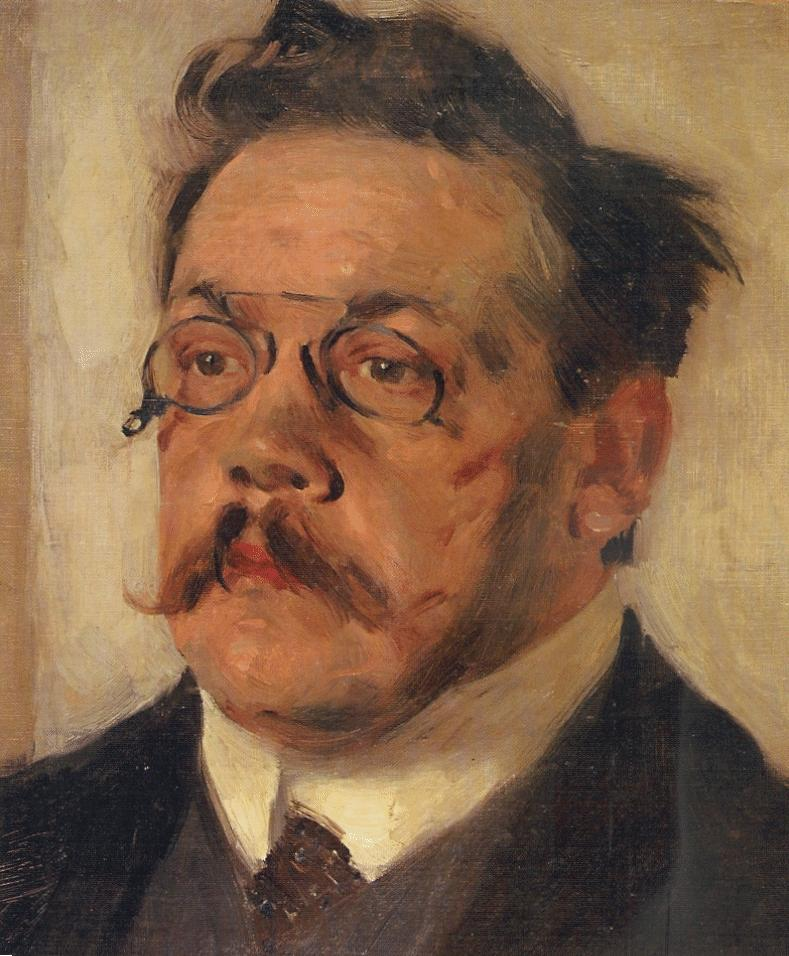
Ludwig Thoma, av Karl Klimsch.

Ludwig Thoma, född den 21 januari 1867 i Oberammergau, död den 26 augusti 1921 i Rottach vid Tegernsee, var en tysk författare.
Thoma studerade först skogsvetenskap, därpå juridik och verkade 1894-1899 som advokat. Han kom sedan att ingå i redaktionen för Simplicissimus och blev senare en av dess ledare. Thoma, som var en skarp och hänsynslös satiriker, sådan Tyskland knappast haft efter Heinrich Heines bortgång, har två väsentligt olika områden för sitt författarskap. Det ena är allmogeskildringen från hans hembygd, Oberbayern, det andra satiren över det moderna sällskapslivet. 
Till den förra arten hör berättelserna Agricola (1897, liksom alla hans verk i många upplagor), Hochzeit (1901), Die wilderer (1903), romanen Andreas Vöst (1905), 
Briefe eines bayrischen abgeordneten (1909), som imiterats även i Sverige, och romanen Der Wittiber (1911); till den senare Assessor Karleken (1900), dikterna Grobheiten (1901) och Neue grobheiten (1903), förenade under titeln Peter Schlemihl, hans vanliga signatur i Simplicissimus (1906), Lausbubengeschichten (1904; Tjufpojkshistorier, 1917), Tante Frieda (1906), Klein-stadtgeschichten (1908), Mo-ritaten (1908), Jozej Filsers briefwexel (1912), med flera. 
Thoma hade även stor framgång med satiriska pjäser: Witwen (1900), Die medaille (1901), Der lokalbahn (1902), Moral (1909; uppförd i Stockholm samma år), Erster klasse (1910), Lottchens geburtstag (1911), flera enaktare (1914 ff.), och så vidare. Thomas pjäs Zoologi spelades 1912 med stor framgång i Stockholm. Bland översatta arbeten av Thoma märks Badgästerna (1918).
Thoma utgav 1919 en samling Erinnerungen. Han skrev även under pseudonymen Peter Schlemihl.